# Sisimiut Havn
Sisimiut Havn er en havn beliggende i Sisimiut, der regnes som den nordligste havn, der er isfri året rundt. Royal Greenland har Grønlands største fiskerifabrik, der er specialiseret i rejeproduktion. Hvert år anløber 40 krydstogt skibe havnen.[kilde mangler] Havnen står over for en stor udvidelse.
Der benyttes VHF kanaler 9 & 13.

## Fodnoter
1. ↑  Sisimiut Havn klar til udvidelse | Sermitsiaq.AG Nyheder